# Big Lake (Texas)
Big Lake város az USA Texas államában, Reagan megye megyeszékhelye. Lakosainak száma 2965 fő (2020. április 1.).

## Népesség
A település népességének változása:
| Lakosok száma | 832  | 2936 | 2965 |
|               | 1930 | 2010 | 2020 |